# Test di armi nucleari della Cina
I test di armi nucleari della Cina sono stati portati avanti tra il 1964 e il 1996 come parte della corsa agli armamenti nucleari. Secondo i conteggi ufficiali, la Cina ha condotto un totale di 47 test nucleari, di cui 23 sono stati test atmosferici. I test sono stati condotti nella municipalità di Lop Nur, che prende il nome dall'omonimo lago lì situato, in quattro diverse aree, denominate A, B, C e D, le prime tre nei pressi degli insediamenti, rispettivamente, di Nanshar, Qinggir e Beishan, e la quarta in una zona desertica denominata semplicemente "area di lancio".

## Elenco
| Nome                      | Ora e data (UTC)                | Luogo | Quota + altitudine | Modalità, Scopo                                       | Ordigno                                 | Potenza totale (chilotoni) | Note |
| ------------------------- | ------------------------------- | --- | ------------------ | ----------------------------------------------------- | --------------------------------------- | -------------------------- | --- |
| Progetto 596              | 16 ottobre 1964 07:00:??        | Area D (Area di sgancio), Lop Nur, Cina 40.81246°N 89.7901°E                                                                                       | 807 m + 102 m      | torre,                                                | NGB                                     | 22                         | Questa bomba a fissione di U-235 del peso di 1.550 kg è stato il primo test nucleare mai effettuato dalla Cina                          |
| CHIC-2                    | 14 maggio 1965 02:00:??         | Area D (Area di sgancio), Lop Nur, Cina ~ 41.5°N 88.5°E                                                                                            | 807 m + 500 m      | sgancio aereo,                                        | NGB                                     | 35                         | Versione militarizzata del test 596, sganciata da un Hong-6.                                                                            |
| CHIC-3                    | 9 maggio 1966 08:00:??          | Area D (Area di sgancio), Lop Nur, Cina 40.7864°N 89.727°E                                                                                         | 807 m +            | sgancio aereo,                                        |                                         | 250                        | Primo uso di litio-6 nel progetto di un'arma nucleare sovietica, probabilmente si è trattato del test di un primo stadio termonucleare. |
| CHIC-4                    | 27 ottobre 1966 01:10:??        | Lancio dal Jiuquan Satellite Launch Center, Cina 41.30782°N 100.31528°E, Detonazione sopra Area D (Area di sgancio), Lop Nur, Cina ~ 41.5°N 88.5°E | 1.035 + 569 m      | razzo da alta quota (30-80 km), sviluppo di armamenti | testata "548" per il missile Dongfeng-2 | 12                         | Sganciato da un CSS-1 MRBM DF-2 lanciato dalla base aerea di Shuangchengzi Air Base, 894 km a est della detonaizione.                   |
| CHIC-5                    | 28 dicembre 1966 04:00:??       | Area D (Area di sgancio), Lop Nur, Cina ~ 41.5°N 88.5°E                                                                                            | 807 m + 102 m      | torre,                                                |                                         | 300                        | Test utilizzato per confermare la correttezza dei principi di progettazione di un ordigno a due stadi.                                  |
| CHIC-6                    | 17 giugno 1967 00:19:08,2       | Area D (Area di sgancio), Lop Nur, Cina 40.744°N 89.775°E                                                                                          | 807 m + 2.960 m    | sgancio aereo con paracadute,                         | NGB/DF-3                                | 3.300                      | Il primo test di un'arma termonucleare multi-stadio a piena potenza della Cina.                                                         |
| CHIC-7                    | 24 dicembre 1967 07:30:22,1     | Area D (Area di sgancio), Lop Nur, Cina ~ 41.5°N 88.5°E                                                                                            | 807 m +            | sgancio aereo,                                        |                                         | 20                         | Esplosione avvenuta ma test considerabile come fallito poiché non è stata nemmeno lontanamente raggiunta la potenza attesa.             |
| CHIC-8                    | 27 dicembre 1968 07:30:??       | Area D (Area di sgancio), Lop Nur, Cina ~ 41.5°N 88.5°E                                                                                            | 807 m +            | sgancio aereo,                                        | NGB/DF-3                                | 3.000                      | Primo utilizzo del plutonio da parte della Cina.                                                                                        |
| CHIC-9                    | 22 settembre 1969 16:14:59,21   | Area B (Qinggir), Lop Nur, Cina 41.376°N 88.318°E                                                                                                  | 1.440 m +          | tunnel sotterraneo,                                   |                                         | 19,2                       | Test in un tunnel a Nan Shan (Montagna del sud) che scaricò in superficie.                                                              |
| CHIC-10                   | 29 settembre 1969 08:40:12,36   | Area D (Area di sgancio), Lop Nur, Cina 40.722°N 89.515°E                                                                                          | 807 m +            | sgancio aereo,                                        | NGB/DF-3                                | 3.000                      | |
| CHIC-11                   | 14 ottobre 1970 07:29:56,91     | Area D (Area di sgancio), Lop Nur, Cina 40.52°N 89.779°E                                                                                           | 807 m +            | sgancio aereo,                                        | NGB/DF-3                                | 3.400                      | |
| CHIC-12                   | 18 novembre 1971 06:00:??       | Area D (Area di sgancio), Lop Nur, Cina ~ 41.5°N 88.5°E                                                                                            | 807 m +            | craterizzazione,                                      |                                         | 20                         | L'unico test di craterizzazione cinese.                                                                                                 |
| CHIC-13                   | 7 gennaio 1972 07:00:??         | Area D (Area di sgancio), Lop Nur, Cina ~ 41.5°N 88.5°E                                                                                            | 807 m +            | sgancio aereo,                                        | NW? (KB-1?)                             | 8                          | Sganciato da un Qiang-5. |
| CHIC-14                   | 18 marzo 1972 06:00:??          | Area D (Area di sgancio), Lop Nur, Cina ~ 41.5°N 88.5°E                                                                                            | 807 m +            | sgancio aereo,                                        |                                         | 170                        | Esplosione avvenuta ma test considerabile come fallito poiché non è stata nemmeno lontanamente raggiunta la potenza attesa.             |
| (15)                      | 27 giugno 1973 03:59:46,29      | Area D (Area di sgancio), Lop Nur, Cina 40.7985°N 89.8091°E                                                                                        | 807 m +            | sgancio aereo,                                        | NGB/DF-3                                | 3.000                      | |
| (16)                      | 17 giugno 1974 05:59:52,72      | Area D (Area di sgancio), Lop Nur, Cina 40.518°N 89.619°E                                                                                          | 807 m +            | atmosferico,                                          |                                         | 1.000                      | |
| (17)                      | 27 ottobre 1975 00:59:58,23     | Area B (Qinggir), Lop Nur, Cina 41.375°N 88.326°E                                                                                                  | 1.440 m +          | tunnel sotterraneo,                                   |                                         | 2,5                        | Test in un tunnel a Bei Shan (Montagna del nord)                                                                                        |
| (18)                      | 23 gennaio 1976 06:00:??        | Area D (Area di sgancio), Lop Nur, Cina ~ 41.5°N 88.5°E                                                                                            | 807 m +            | atmosferico,                                          |                                         | potenza sconosciuta        | |
| (19)                      | 26 settembre 1976 06:00:??      | Area D (Area di sgancio), Lop Nur, Cina ~ 41.5°N 88.5°E                                                                                            | 807 m +            | atmosferico,                                          |                                         | 200                        | Esplosione avvenuta ma test considerabile come fallito poiché non è stata nemmeno lontanamente raggiunta la potenza attesa.             |
| (20)                      | 17 ottobre 1976 04:59:58,8      | Area A (Nanshan), Lop Nur, Cina 41.716°N 88.3727°E                                                                                                 | +                  | tunnel sotterraneo,                                   |                                         | 2,6                        | |
| (21)                      | 17 novembre 1976 06:00:12,7     | Area D (Area di sgancio), Lop Nur, Cina 40.696°N 89.627°E                                                                                          | 807 m +            | sgancio aereo,                                        | Forse testata per il missile DF-5       | 4.000                      | Il test cinese più potente di sempre.                                                                                                   |
| (22)                      | 17 settembre 1977 07:00:??      | Area D (Area di sgancio), Lop Nur, Cina ~ 41.5°N 88.5°E                                                                                            | 807 m +            | atmosferico,                                          |                                         | potenza sconosciuta        | |
| (23)                      | 15 marzo 1978 05:00:??          | Area D (Area di sgancio), Lop Nur, Cina ~ 41.5°N 88.5°E                                                                                            | 807 m +            | atmosferico,                                          |                                         | 11                         | |
| (24)                      | 14 ottobre 1978 00:59:58,01     | Area C (Beishan), Lop Nur, Ciina: N1 41.5398°N 88.767°E                                                                                            | 1.689 m +          | pozzo sotterraneo,                                    |                                         | 3.4                        | Primo test nucleare cinese in un pozzo verticale.                                                                                       |
| (25)                      | 14 dicembre 1978                | Area D (Area di sgancio), Lop Nur, Cina ~ 41.5°N 88.5°E                                                                                            | 807 m +            | atmosferico,                                          |                                         | potenza sconosciuta        | |
| Test fallito non numerato | 2 febbraio 1979                 | Area D (Area di sgancio), Lop Nur, Cina ~ 41.5°N 88.5°E                                                                                            | 807 m +            | sotterraneo,                                          |                                         | 1                          | |
| (26) (abortito)           | 13 settembre 1979               | Area D (Area di sgancio), Lop Nur, Cina ~ 41.5°N 88.5°E                                                                                            | 807 m +            | Sgancio aereo con paracadute,                         |                                         | non esploso                | A causa della mancata apertura del paracadute, la bomba è precipitata senza esplodere.                                                  |
| (27)                      | 16 ottobre 1980 04:30:29,67     | Area D (Area di sgancio), Lop Nur, Cina 40.719°N 89.651°E                                                                                          | 807 m +            | atmosferico,                                          |                                         | 1.000                      | Ultimo test atmosferico del mondo. |
| (28)                      | 5 ottobre 1982                  | Area D (Area di sgancio), Lop Nur, Cina ~ 41.5°N 88.5°E                                                                                            | 807 m +            | sotterraneo,                                          |                                         | 7                          | Tentativo di bomba al neutrone che non ha però sprigionato la potenza attesa.                                                           |
| (29)                      | 4 maggio 1983< br />04:59:57,82 | Area A (Nanshan), Lop Nur, Cina 41.7227°N 88.3653°E                                                                                                | +                  | tunnel sotterraneo,                                   |                                         | 1                          | Secondo tentativo di bomba al neutrone, fallito.                                                                                        |
| (30)                      | 6 ottobre 1983 09:59:58,05      | Area C (Beishan), Lop Nur, China: D1 41.54124°N 88.7207°E                                                                                          | 1.689 m +          | pozzo sotterraneo,                                    |                                         | potenza sconosciuta        | Terzo tentativo di bomba al neutrone, fallito.                                                                                          |
| (31)                      | 3 ottobre 1984 05:59:57,99      | Area C (Beishan), Lop Nur, Cina 41.5709°N 88.7269°E                                                                                                | 1.689 m +          | pozzo sotterraneo,                                    |                                         | potenza sconosciuta        | Quarto tentativo di bomba al neutrone, fallito.                                                                                         |
| (32)                      | 19 dicembre 1984 05:59:58,34    | Area A (Nanshan), Lop Nur, Cina 41.7167°N 88.3981°E                                                                                                | +                  | tunnel sotterraneo,                                   |                                         | 15                         | Quinto tentativo di bomba al neutrone, riuscito.                                                                                        |
| (33)                      | 5 giugno 1987 04:59:58,26       | Area C (Beishan), Lop Nur, China: J1 41.55338°N 88.74093°E                                                                                         | 1.689 m +          | pozzo sotterraneo,                                    | Forse testata per il missile Ju Lang-1  | 250                        | Sviluppo di una testata da 2-300 kt per il missile JL-1 SLBM.                                                                           |
| (34)                      | 29 settembre 1988 06:59:57,97   | Area A (Nanshan), Lop Nur, Cina 41.725°N 88.3588°E                                                                                                 | +                  | tunnel sotterraneo,                                   | Forse ERW tattica                       | 3                          | Ultimo test di una bomba al neutrone.                                                                                                   |
| (35)                      | 26 maggio 1990 07:59:57,94      | Area C (Beishan), Lop Nur, China: C1 41.56476°N 88.71912°E                                                                                         | 1.689 m +          | pozzo sotterraneo,                                    |                                         | potenza sconosciuta        | Non si conosce il tipo di ordigno utilizzato.                                                                                           |
| (36)                      | 16 agosto 1990 04:59:57,07      | Area C (Beishan), Lop Nur, China: M2 41.54298°N 88.73356°E                                                                                         | 1.689 m +          | pozzo sotterraneo,                                    | Forse testata per il missile JL-1       | 250                        | Sviluppo di una testata da 2-300 kt per il missile JL-1 SLBM.                                                                           |
| (37)                      | 21 maggio 1992 04:59:57,45      | Area C (Beishan), Lop Nur, China: N2 41.5437°N 88.7641°E                                                                                           | 1.689 m +          | pozzo sotterraneo,                                    |                                         | 660                        | Il più potente test nucleare sotterraneo mai effettuato dalla Cina.                                                                     |
| (38)                      | 25 settembre 1992 07:59:58,47   | Area A (Nanshan), Lop Nur, Cina 41.7167°N 88.3767°E                                                                                                | +                  | tunnel sotterraneo,                                   |                                         | 8                          | Primo stadio asferico per il DF-31. |
| Test fallito non numerato | 2 novembre 1992                 | Area D (Area di sgancio), Lop Nur, Cina ~ 41.5°N 88.5°E                                                                                            | 807 m +            | sotterraneo,                                          |                                         | 1                          | |
| (39)                      | 5 ottobre 1993 01:59:56,6       | Area C (Beishan), Lop Nur, China: A2 41.59°N 88.70312°E                                                                                            | 1.689 m +          | pozzo sotterraneo, test di sicurezza                  | Forse testata per il DF-31              | 80                         | Primo stadio asferico per il DF-31. |
| (40)                      | 10 giugno 1994 06:25:57,9       | Area C (Beishan), Lop Nur, China: O1 41.5287°N 88.7122°E                                                                                           | 1.689 m +          | pozzo sotterraneo,                                    | Forse testata per il DF-31              | 90                         | Primo stadio asferico per il DF-31. |
| (41)                      | 7 ottobre 1994 03:25:58,1       | Area C (Beishan), Lop Nur, China: H1 41.5734°N 88.72084°E                                                                                          | 1.689 m +          | pozzo sotterraneo, test di sicurezza                  | Forse testata per il DF-31              | 90                         | Primo stadio asferico per il DF-31. |
| (42)                      | 15 maggio 1995 04:05:57,8       | Area C (Beishan), Lop Nur, China: K1 41.5524°N 88.7524°E                                                                                           | 1.689 m +          | pozzo sotterraneo, test di sicurezza                  | Forse testata per il DF-31              | 95                         | Primo stadio asferico per il DF-31. |
| (43)                      | 17 agosto 1995 00:59:57,7       | Area C (Beishan), Lop Nur, China: L1 41.53983°N 88.75255°E                                                                                         | 1.689 m +          | pozzo sotterraneo, test di sicurezza                  | Forse testata per il DF-31              | 90                         | Causò proteste da parte della Dieta nazionale del Giappone che bloccò i sovvenzionamenti alla Cina.                                     |
| (44) - 1                  | 8 giugno 1996 02:55:57,9        | Area C (Beishan), Lop Nur, China: B1 41.5768°N 88.68729°E                                                                                          | 1.689 m +          | pozzo sotterraneo,                                    |                                         | 50                         | |
| (44) - 2                  | 8 giugno 1996 02:55:57,9        | Area C (Beishan), Lop Nur, China: B1 41.5768°N 88.68729°E                                                                                          | 1.689 m +          | pozzo sotterraneo,                                    |                                         | potenza sconosciuta        | |
| (45)                      | 29 luglio 1996 01:48:57,8       | Area A (Nanshan), Lop Nur, Cina 41.7161°N 88.3757°E                                                                                                | +                  | tunnel sotterraneo,                                   |                                         | 3                          | |

1. ↑   Gli Stati Uniti d'America, la Francia e il Regno Unito sono soliti dare un nome in codice ai propri test nucleari, mentre l'Unione Sovietica e la Cina no, quindi ogni test viene semplicemente indicato con un numero tranne alcune eccezioni.
2. ↑  "Quota" è l'altezza sul livello del mare del punto direttamente sotto l'esplosione, "altitudine" è la distanza dell'esplosione del suolo. Qualora non indicato, il valore è sconosciuto.
3. ↑  Test atmosferici effettuati con lo sgancio di ordigni da aerei, palloni, missili da crociera, razzi, cannoni, torri e chiatte non sono permessi dal Trattato sulla messa al bando parziale degli esperimenti nucleari (PTBT), che invece permette test effettuati in tunnel e pozzi sigillati sotterranei.
4. ↑  Inclusi lo sviluppo di armamenti, lo studio degli effetti di questi ultimi, prove di sicurezza e di trasporto di ordigni, guerra, test scientifici e industriali.
5. ↑  Alcune potenze sono descritte come "< 20 kt"; si considera quindi nel calcolare totale la metà del valore numerico, nell'esempio sopraccitato si aggiungerebbe quindi al totale un valore di 10 kt. Il valore "potenza sconosciuta" non aggiunge nulla al totale della potenza.

## Sommario
| Serie         | Anni di svolgimento                   | Numero di test | Ordigni utilizzati | Ordigni di potenza sconosciuta | Test nucleari non militari | Test non-PTBT | Spettro di potenza (chilotoni) | Potenza totale (chilotoni) | Note                                                                                               |
| ------------- | ------------------------------------- | -------------- | ------------------ | ------------------------------ | -------------------------- | ------------- | ------------------------------ | -------------------------- | -------------------------------------------------------------------------------------------------- |
| Test nucleare | 1964-1996                             | 47             | 48                 | 7                              |                            | 23            | Da 0 a 4.000                   | 24,409                     | |
| Totali        | Dal 16 ottobre 1964 al 29 luglio 1996 | 47             | 48                 | 7                              |                            | 23            | Da 0 to 4.000                  | 24.409                     | La potenza totale è pari al 4,5% della potenza totale di tutti i test nucleari condotti nel mondo. |

1. ↑  Sono inclusi tutti i test aventi il potenziale per generare un'esplosione da fissione o fusione nucleare, inclusi i test a salve, i test falliti e le bombe disarmate incidentalmente ma che erano programmate per essere utilizzate. Non sono invece inclusi i test idronucleari e quelli subcritici e i mancati scoppi di ordigni che sono poi stati successivamente fatti esplodere con successo.
2. ↑  Numero di test che sarebbero stati condotti in violazione del Trattato sulla messa al bando parziale degli esperimenti nucleari del 1963, vale a dire gli atmosferici, gli spaziali e i subacquei. Alcuni test non militari o "a uso pacifico" sulla terraferma che sarebbero stati condotti in violazione del suddetto trattato furono contestati e infine cancellati.
3. ↑   Il termine bassa "bassa" indica valori maggiori di 0 ma inferiori a 0,5 kt.
4. ↑  Alcune potenze sono descritte come "< 20 kt"; si considera quindi nel calcolare totale la metà del valore numerico, nell'esempio sopraccitato si aggiungerebbe quindi al totale un valore di 10 kt. Il valore "potenza sconosciuta" non aggiunge nulla al totale della potenza.